# Фінн Лаудруп
Фінн Лаудруп (дан. Finn Laudrup, нар. 31 липня 1945, Фредеріксберг) — данський футболіст, що грав на позиції нападника за низку клубних команд, а також за національну збірну Данії.
Батько видатних данських футболістів Браяна і Мікаеля Лаудрупів.

## Клубна кар'єра
У дорослому футболі дебютував 1962 року виступами за команду «Ванлосе», в якій провів п'ять сезонів. 
1968 року перебрався до Австрії, де продовжив виступати на футбольному полі вже на професійному рівні, приєднавшись до «Вінер Шпорт-Клуба», за який відіграв два сезони своєї ігрової кар'єри.
Повернувшись на батьківщину, протягом 1970—1972 років грав у найвищому данському дивізіоні за «Бреншей».
1973 року перейшов до нижчолігового на той час «Брондбю», де йому було запропоновано позицію граючого тренера. З наступного року поступився тренерською посадою, проте грав за команду до 1975 року. 
З 1976 року повернувся до найвищої ліги країни, де чотири сезони захищав кольори клубу КБ. 
Завершив ігрову кар'єру у команді «Брондбю», яка на момент його повернення у 1981 році вже грала у другому данському дивізіоні. Провів за цю команду останній сезон своєї кар'єри, допомігши «Брондбю» підвищитися в класі до найвищої футбольної ліги Данії.

## Виступи за збірні
У 1965 році провів одну гру за молодіжну збірну Данії.
1967 року дебютував в офіційних матчах у складі національної збірної Данії, за яку протягом 13 років провів 19 матчів, забивши шість голів.